# Alvajärvi
Alvajärvi är en sjö i Finland. Den ligger i kommunen Pihtipudas i landskapet Mellersta Finland, i den centrala delen av landet, 400 km norr om huvudstaden Helsingfors. Alvajärvi ligger 111,6 meter över havet. Den är 25,5 meter djup. Arean är 45,63 kvadratkilometer och strandlinjen är 101,4 kilometer lång. Sjön  ingår i Kymmene älvs huvudavrinningsområde. 
I den norra änden av sjön återfinns byn Alvajärvi. På den östra stranden ligger Pihtipudas kommuncentrum. För öar i Alvajärvi, se Kategori:Öar i Alvajärvi